# Clara Sue Kidwell
Clara Sue Kidwell (Talequah, Oklahoma, 1941) fou una escriptora choctaw, historiadora i professora associada d'estudis americans a la universitat de Berkeley, així com a assistent del Smithsonian. Ha escrit The choctaws: a critical bibliography (2000) i Choctaws and Missionaries in Mississippi, 1818-1918 (1997).